# Tranvia su gomma di Caen
La tranvia su gomma di Caen è stata una rete di autobus guidati che utilizzava la tecnologia GLT di Bombardier e che ha servito la città di Caen, in Normandia, dal 2002 al 2017.

## Rete
La rete di tranviaria su gomma di Caen era composta da due linee:
| Linea | Percorso                                     | Apertura | Chiusura | Fermate | Percorrenza |
| ----- | -------------------------------------------- | -------- | -------- | ------- | ----------- |
| A     | Caen-Campus 2 <> Ifs-Jean Vilar              | 2006     | 2017     | 25      | 33'         |
| B     | Hérouville-Saint-Clair <> Caen-Grâce de Dieu | 2006     | 2017     | 24      | 31'         |